# Lymantria kanara
Lymantria kanara este o specie de molii din genul Lymantria, familia Lymantriidae, descrisă de Collenette 1951 Conform Catalogue of Life specia Lymantria kanara nu are subspecii cunoscute.